# Aiden
Aiden var ett alternativ rock/horrorpunk-band som bildades i Seattle, Washington, våren 2003. De tog sitt namn efter pojken i skräckfilmen The Ring och influenser från bland annat Atreyu, My Chemical Romance, Misfits, Green Day och Avenged Sevenfold finns i deras musik.

## Historia
Allt började i våren 2003 med fyra vänner från Seattle, WA (Jake Wambold), Angel Ibarra, Jake Davison och wiL (William Francis) som började spela tillsammans. Med fem låtar skrivna hade Aiden sin första spelning i juli 2003 på en pizzeria i Seattle. wiL spelade bas från början men tog över sången när originalsångaren lämnade bandet. Nick Wiggins gick med i bandet strax innan de skulle spela in debutalbumet.
Innan de fick skivkontrakt gick hela bandet runt i Seattle och delade ut gratis demos med sin musik på för att dra åt sig mer publicitet.
Deras första fullängdsalbum släpptes 2003 på Dead Teenager Records, med namnet Our Gang's Dark Oath. Bandet fick kontrakt med Victory Records och deras andra album, Nightmare Anatomy, utgavs 4 oktober 2004.
Under 2006 var en remix av "The Last Sunrise" med i filmen Underworld: Evolution, och deras låt "Die Romantic" var med på EA Sports spel NCAA MVP Baseball 2006. Aiden var också med på 2006 Kerrang! Awards i augusti, där de tog hem priset för "Bästa internationella nykomling", och var del av Kerrang XXV-turnén i januari 2006. I maj och juni det året turnerade bandet med HIM, och spelade på 2006 Warped Tour den sommaren. En ep/dvd med namnet Rain in Hell utgavs 31 oktober 2006. Dvd:n inkluderar tre musikvideor och liveuppträdande från Aidens Never Sleep Againturné i Chicago.
Under april genomförde bandet en turné i England som förband till Lostprophets, och tillsammans med bland andra 30 Seconds to Mars deltog de i Taste of Chaosturnén i nordamerika. Aiden spelade på Hultsfredsfestivalen 14 juni 2007. Bandets senaste musikalbum, betitlat Conviction, gavs ut 21 augusti 2007.
Aiden spelade på Nalen i Stockholm den 19 april 2008 och på KB i Malmö den 23 april 2008. Förband var Kill Hannah. De framträdde på Klubben i Stockholm den 25 oktober 2009.
Aiden höll sin sista konsert 31 januari 2016 i Camden Underworld.

## Medlemmar
Senaste medlemmar
- William Francis – sång, piano (2003–2016), rytmgitarr (2008–2016), basgitarr (2003)
- Ian MacWilliams – sologitarr, bakgrundssång (2012–2016)
- Kenneth Fletcher – basgitarr, bakgrundssång (2015–2016)
- Ben Tourkantonis – trummor, percussion (2015–2016)

Tidigare medlemmar
- Steve Clemens – sång (2003)
- Jake Wambold – rytmgitarr, growl (2003–2008)
- Jake Davison – trummor, slagverk, bakgrundssång (2003–2011)
- Angel Ibarra – sologitarr, bakgrundssång (2003–2006, 2007–2012)
- Nick Wiggins – basgitarr, bakgrundssång (2003–2015)
- Keef West – trummor, slagverk (2012–2015)

Turnerande medlemmar
- Mike Novak – trummor, slagverk (2011)
- Ryan Seaman – trummor, slagverk (2011)

## Diskografi
Studioalbum
- 2004 – Our Gang's Dark Oath
- 2005 – Nightmare Anatomy
- 2007 – Conviction
- 2009 – Knives
- 2011 – Disguises
- 2011 – Some Kind of Hate
- 2015 – Aiden

Livealbum
- 2010 – From Hell... With Love

EP
- 2004 – A Split of Nightmares (delad EP: Aiden / Stalins War)
- 2006 – Rain In Hell

Singlar
- 2004 – "Fifteen"
- 2004 – "I Set My Friends on Fire"
- 2005 – "Knife Blood Nightmare"
- 2005 – "The Last Sunrise"
- 2005 – "Die Romantic"
- 2007 – "We Sleep Forever"
- 2007 – "One Love"
- 2007 – "Moment"
- 2008 – "Cry Little Sister"
- 2009 – "Scavengers of the Damned"
- 2009 – "Let the Right One In"
- 2011 – "Walk Among the Dead"
- 2011 – "Hysteria"
- 2011 – "A Portrait of the Artist"
- 2011 – "Broken Bones"
- 2015 – "Crawling Up from Hell"
- 2015 – "Violence and Devotion"
- 2015 – "Animals"